# Ruskin (Florida)
Ruskin ist  ein census-designated place (CDP) im Hillsborough County im US-Bundesstaat Florida. Das U.S. Census Bureau hat bei der Volkszählung 2020 eine Einwohnerzahl von 28.620 ermittelt. 

## Geographie
Ruskin liegt an der Mündung des Little Manatee River in die Tampa Bay. Der CDP liegt rund 25 Kilometer südlich von Tampa und wird von der Florida State Road 674, vom Tamiami Trail (U.S. 41) sowie der Interstate 75 durchquert bzw. tangiert.

## Geschichte
1919 wurde durch die Tampa Southern Railway, einer Tochtergesellschaft der Atlantic Coast Line Railroad, eine Bahnstrecke von Tampa über Ruskin nach Palmetto errichtet, die 1920 bis Bradenton verlängert wurde.

## Demographische Daten
Laut der Volkszählung 2010 verteilten sich die damaligen 17.208 Einwohner auf 7.273 Haushalte. Die Bevölkerungsdichte lag bei 466,3 Einw./km². 71,7 % der Bevölkerung bezeichneten sich als Weiße, 9,1 % als Afroamerikaner, 0,3 % als Indianer und 1,3 % als Asian Americans. 15,4 % gaben die Angehörigkeit zu einer anderen Ethnie und 2,2 % zu mehreren Ethnien an. 42,9 % der Bevölkerung bestand aus Hispanics oder Latinos.
Im Jahr 2010 lebten in 43,6 % aller Haushalte Kinder unter 18 Jahren sowie 22,8 % aller Haushalte Personen mit mindestens 65 Jahren. 72,9 % der Haushalte waren Familienhaushalte (bestehend aus verheirateten Paaren mit oder ohne Nachkommen bzw. einem Elternteil mit Nachkomme). Die durchschnittliche Größe eines Haushalts lag bei 3,00 Personen und die durchschnittliche Familiengröße bei 3,44 Personen.
33,0 % der Bevölkerung waren jünger als 20 Jahre, 30,2 % waren 20 bis 39 Jahre alt, 22,9 % waren 40 bis 59 Jahre alt und 14,0 % waren mindestens 60 Jahre alt. Das mittlere Alter betrug 32 Jahre. 50,5 % der Bevölkerung waren männlich und 49,5 % weiblich.
Das durchschnittliche Jahreseinkommen lag bei 49.099 $, dabei lebten 16,9 % der Bevölkerung unter der Armutsgrenze.
Im Jahr 2000 war Englisch die Muttersprache von 67,67 % der Bevölkerung, spanisch sprachen 31,93 % und 0,40 % sprachen deutsch.

## Sehenswürdigkeiten
Folgende Objekte sind im National Register of Historic Places gelistet:
- Cockroach Key
- A. P. Dickman House
- A. M. Lamb House
- George McA. Miller House

## Söhne und Töchter von Ruskin
- Willa Ford (* 1981), Popsängerin, Schauspielerin und Fotomodell
- Diontae Johnson (* 1996), American-Football-Spieler